# Viện mẫu
Viện mẫu là một chức danh của giáo hội Công giáo Rôma, là người cai quản một đan viện nữ, thường là các dòng Biển Đức và Xitô là chính, tương đương  đan viện nam.

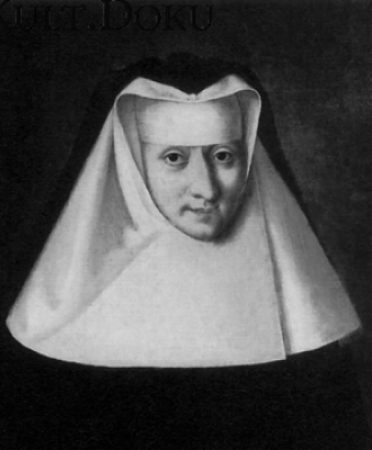
Xaveria Gasser, tu viện trưởng của Elisabeth Sisters Convent ở Klagenfurt, Carinthia, Áo năm 1756

Viện mẫu cũng sử dụng những biểu tượng như nhẫn, gậy, thánh giá đeo ngực nhưng tuyệt đối không dùng mũ. Ngày nay, rất ít viện mẫu sử dụng mũ gậy vì họ muốn trở về với tinh thần đơn sơ của buổi đầu thời đan tu.
Ở Việt Nam có nữ đan sĩ Maria Gioan Thánh Giá Phạm Ghy Tạc thuộc Đan viện Thánh Mẫu Vĩnh Phước, là Viện mẫu tiên khởi được chúc phong cho đến nay. Thánh lễ chúc phong cho bà được cử hành vào ngày 14 tháng 08 năm 2016 tại nhà nguyện của Đan viện Xitô Vĩnh Phước do Giám mục Giuse Đinh Đức Đạo, Giám mục chính tòa Giáo phận Xuân Lộc chủ sự.